# Stazione di Rosta
La stazione di Rosta è una fermata ferroviaria posta sulla linea del Frejus, a servizio dell'omonimo comune.

## Storia
Attivata come fermata, venne trasformata in stazione il 1º giugno 1908, con l'attivazione di un binario di raddoppio.
Il 26 novembre 1920 venne attivato l'esercizio a trazione elettrica a corrente alternata trifase; la stazione venne convertita alla corrente continua il 28 maggio 1961.
Negli anni Novanta l'impianto fu trasformato nuovamente in fermata con l'eliminazione del binario di incrocio.

## Strutture e impianti
La fermata dispone di un fabbricato viaggiatori sviluppato su due piani fuori terra. Dal 2016 parte dello stabile ospita la sede locale della Croce Verde e della Protezione Civile.
La fermata è dotata dei soli 2 binari passanti della linea. L'1 è per i treni in direzione Torino Porta Nuova e il 2 per quelli in direzione Susa/Bardonecchia.

## Movimento
La fermata è servita da treni regionali in servizio sulla tratta linea 3 del Servizio ferroviario metropolitano di Torino, operati da Trenitalia nell'ambito del contratto di servizio stipulato con la Regione Piemonte, per Susa e Bardonecchia.